# Coppa delle nazioni UNCAF 2005
La Coppa delle nazioni UNCAF 2005 (UNCAF Nations Cup 2005) fu l'ottava edizione della Coppa delle nazioni UNCAF, la competizione calcistica per nazione organizzata dall'UNCAF. La competizione si svolse a Città del Guatemala dal 19 febbraio al 27 febbraio 2005 e vide la partecipazione di sette squadre: Belize, Costa Rica, El Salvador, Guatemala, Honduras, Nicaragua e Panama. Il torneo, che si tiene ogni due anni a partire dal 1991, vale anche come qualificazione per la CONCACAF Gold Cup.
L'UNCAF organizzò questa competizione dal 1991 al 2009 sotto il nome di Coppa delle nazioni UNCAF; dall'edizione del 2011 cambiò nome e divenne Coppa centroamericana.

## Formula
- Qualificazioni

Nessuna fase di qualificazione. Le squadre sono qualificate direttamente alla fase finale.
- Fase Finale

Fase a gruppi - 7 squadre, divise in due gruppi (uno da quattro squadre e uno da tre squadre). Giocano partite di sola andata, la prima e la seconda classificata si qualificano alle semifinali. Le prime due classificate si qualificano anche alla fase finale della CONCACAF Gold Cup 2005.
Fase a eliminazione diretta - 4 squadre, giocano semifinale e finale con partite di sola andata. La vincente si laurea campione UNCAF.

## Stadi
| Città del Guatemala           | Città del Guatemala |
| Estadio Nacional Mateo Flores | Città del Guatemala |
| Capienza: 26.000              | Città del Guatemala |
|                               | Città del Guatemala |

## Squadre partecipanti
| Pr. | Squadra     | Data di qualificazione certa | Partecipante in quanto                                         | Partecipazioni precedenti al torneo          | Ultima presenza |
| --- | ----------- | ---------------------------- | -------------------------------------------------------------- | -------------------------------------------- | --------------- |
| 1   | Guatemala   | -                            | Rappresentativa della nazione organizzatrice della fase finale | 6 (1991, 1995, 1997, 1999, 2001, 2003)       | Panama 2003     |
| 2   | Belize      | -                            | Qualificata di diritto                                         | 3 (1995, 1999, 2001)                         | Honduras 2001   |
| 3   | Costa Rica  | -                            | Qualificata di diritto                                         | 7 (1991, 1993, 1995, 1997, 1999, 2001, 2003) | Panama 2003     |
| 4   | El Salvador | -                            | Qualificata di diritto                                         | 7 (1991, 1993, 1995, 1997, 1999, 2001, 2003) | Panama 2003     |
| 5   | Honduras    | -                            | Qualificata di diritto                                         | 7 (1991, 1993, 1995, 1997, 1999, 2001, 2003) | Panama 2003     |
| 6   | Nicaragua   | -                            | Qualificata di diritto                                         | 4 (1997, 1999, 2001, 2003)                   | Panama 2003     |
| 7   | Panama      | -                            | Qualificata di diritto                                         | 5 (1993, 1995, 1997, 2001, 2003)             | Panama 2003     |

Nella sezione "partecipazioni precedenti al torneo", le date in grassetto indicano che la nazione ha vinto quella edizione del torneo, mentre le date in corsivo indicano la nazione ospitante.

## Fase a gruppi

### Gruppo A

#### Classifica
| Pos | Squadra   | P.ti | G | V | N | P | GF | GS | DR |
| --- | --------- | ---- | - | - | - | - | -- | -- | -- |
| 1   | Honduras  | 7    | 3 | 2 | 1 | 0 | 10 | 2  | +8 |
| 2   | Guatemala | 7    | 3 | 2 | 1 | 0 | 7  | 1  | +6 |
| 3   | Nicaragua | 3    | 3 | 1 | 0 | 2 | 2  | 9  | -7 |
| 4   | Belize    | 0    | 3 | 0 | 0 | 3 | 0  | 7  | -7 |

Honduras e Guatemala qualificate alle semifinali e alla CONCACAF Gold Cup 2005.

#### Risultati
| Arbitro: | Moreno Salazar |

|                                     |           |            |
| Núñez 19’ 84’ Velásquez 42’ 51’ 73’ | Marcatori | 54’ Bustos |

| Arbitro: | Quesada |

|                                |           |  |
| Villatoro 35’ Plata 72’ (rig.) | Marcatori |  |

| Arbitro: | Campos |

|  |           |                                         |
|  | Marcatori | 7’ Velásquez 33’ 80’ Núñez 88’ Palacios |

| Arbitro: | Sibrián |

|                                          |           |  |
| Plata 11’ Sandoval 30’ 77’ Villatoro 66’ | Marcatori |  |

| Arbitro: | Quesada |

|             |           |  |
| Vilchez 87’ | Marcatori |  |

| Arbitro: | Moreno Salazar |

|            |           |               |
| Romero 22’ | Marcatori | 72’ Velásquez |

### Gruppo B

#### Classifica
| Pos | Squadra     | P.ti | G | V | N | P | GF | GS | DR |
| --- | ----------- | ---- | - | - | - | - | -- | -- | -- |
| 1   | Costa Rica  | 6    | 2 | 2 | 0 | 0 | 3  | 1  | +2 |
| 2   | Panama      | 3    | 2 | 1 | 0 | 1 | 1  | 1  | 0  |
| 3   | El Salvador | 0    | 2 | 0 | 0 | 2 | 1  | 3  | -2 |

Panama e Costa Rica qualificate alle semifinali e alla CONCACAF Gold Cup 2005.

#### Risultati
| Arbitro: | Archundia |

|  |           |           |
|  | Marcatori | 77’ Solís |

| Arbitro: | Batres |

|                      |           |          |
| Wilson 75’ Myrie 90’ | Marcatori | 40’ Alas |

| Arbitro: | Archundia |

|  |           |           |
|  | Marcatori | 81’ Myrie |

## Fase a eliminazione diretta

### Tabellone
|  | Semifinali | Semifinali | Semifinali |            |          | Finale          | Finale          | Finale          |  |
|  |            |            |            |            |          |                 |                 |                 |  |
|  | Honduras   | Honduras   | 1          |            |          |                 |                 |                 |  |
|  | Honduras   | Honduras   | 1          |            |          |                 |                 |                 |  |
|  | Panama     | Panama     | 0          |            |          |                 |                 |                 |  |
|  | Panama     | Panama     | 0          |            | Honduras | Honduras        | 1 (6)           |                 |  |
|  |            |            |            |            | Honduras | Honduras        | 1 (6)           |                 |  |
|  |            |            | Costa Rica | Costa Rica | 1 (7)    |                 |                 |                 |  |
|  | Costa Rica | Costa Rica | Costa Rica | Costa Rica | 1 (7)    | 4               |                 |                 |  |
|  | Costa Rica | Costa Rica |            |            |          | 4               |                 |                 |  |
|  | Guatemala  | Guatemala  | 0          |            |          | Finale 3º posto | Finale 3º posto | Finale 3º posto |  |
|  | Guatemala  | Guatemala  | 0          |            |          |                 |                 |                 |  |
|  |            |            |            |            |          |                 |                 |                 |  |
|  |            |            |            |            |          | Panama          | Panama          | 0               |  |
|  |            |            |            |            |          | Panama          | Panama          | 0               |  |
|  |            |            |            |            |          | Guatemala       | Guatemala       | 3               |  |

### Semifinali
| Arbitro: | Sibrian |

|               |           |  |
| Velásquez 72’ | Marcatori |  |

| Arbitro: | Archundia |

|                                             |           |  |
| Segura 8’ Sequeira 22’ Wilson 42’ Scott 61’ | Marcatori |  |

### Finale 3º posto
| Arbitro: | Quesada |

|                            |           |  |
| Villatoro 7’ Plata 41’ 49’ | Marcatori |  |

### Finale
| Arbitro: | Batres |

|                                                       |                      |                                                                 |
| Wilson 68’                                            | Marcatori            | 58’ Núñez                                                       |
| Soto Alfaro Wilson Cubero Sequeira Fonseca Díaz Umaña | Tiri di rigore 7 – 6 | Velásquez López Mendoza Berríos Núñez Guerrera Reyes Vallecillo |

## Statistiche

### Classifica marcatori
6 reti
- Wilmer Velásquez

5 reti
- Milton Núñez

4 reti
- Juan Carlos Plata

3 reti
- Whayne Wilson
- Edwin Villatoro

2 reti
- Roy Myrie
- Hernán Sandoval

1 rete
- Géiner Segura
- Douglas Sequeira
- Erick Scott
- Dennis Alas
- Gonzalo Romero
- Wilson Palacios
- Milton Bustos
- Juan Carlos Vilchez
- Juan Ramón Solís